# تیسامودیوروش
تیسامودیوروش (به مجاری:  Tiszamogyorós) یک منطقهٔ مسکونی در مجارستان است که در سابولچ-ساتمار-برگ واقع شده‌است. تیسامودیوروش ۱۰٫۲۵ کیلومتر مربع مساحت و ۷۱۵ نفر جمعیت دارد.